# Kaznodzieiszki
Kaznodzieiszki (biał. Казнадзеюшкі; ros. Казнадеюшки) – wieś na Białorusi, w obwodzie witebskim, w rejonie postawskim, w sielsowiecie Łyntupy.

## Historia
W czasach zaborów wieś włościańska w gminie Łyntupy, w powiecie święciańskim Imperium Rosyjskiego. W 1866 roku miała 49 mieszkańców w 5 domach. W 1905 roku wymieniono wieś i zaścianek. Wieś liczyła 69 mieszkańców, 163 dziesięciny; zaścianek liczył 4 mieszkańców, 2 dziesięciny, własność Byszewskiego.
W dwudziestoleciu międzywojennym wieś leżała w Polsce, w województwie wileńskim, w powiecie święciańskim, w gminie Łyntupy.
W 1931 w 20 domach zamieszkiwały 133 osoby.
Miejscowość należała do parafii rzymskokatolickiej w Łyntupach. Podlegała pod Sąd Grodzki w Łyntupach i Okręgowy w Wilnie; właściwy urząd pocztowy mieścił się w Łyntupach.
W wyniku napaści ZSRR na Polskę we wrześniu 1939 miejscowość znalazła się pod okupacją sowiecką. 2 listopada została włączona do Białoruskiej SRR. Od czerwca 1941 roku pod okupacją niemiecką. W 1944 miejscowość została ponownie zajęta przez wojska sowieckie i włączona do Białoruskiej SRR.